# مطار هانغزو جيانغيوا
مطار هانغزو جيانغيوا (بالإنجليزية: Hangzhou Jianqiao Airport)‏ و(بالصينية: 杭州笕桥机场) () مطار عسكري/عام سابقاً يقع بمدينة Jianqiao في ضاحية جيانغ غان ‏ في الصين. يبلغ طول المدرج 3200 م .

## وصلات خارجية
- http://www.flightstats.com/go/Airport/airportDetails.do?airportCode=